# Kapitalmarkedsrådet
Kapitalmarkedsrådet var et råd under den danske regering, der eksisterede fra 1972 til 1983.
Ideen om at etablere rådet blev fostret i Socialdemokratiets arbejdsprogram "Det nye samfund", der blev vedtaget i august 1971. Heraf fremgik det, at Kapitalmarkedsrådet skulle udstikke retningslinjer for investeringers anvendelse. Det skulle ske "i overensstemmelse med de samfundsøkonomiske hensyn opstiller generelle retningslinier for den alt for knappe kapitalmængdes anvendelse," mente partiet.
Rådet var omdiskuteret og blev af blandt andre Viggo Kampmann kritiseret for, at det reelt ikke havde nogen betydning.
Rådet blev nedlagt i 1983 efter at det ikke havde holdt møder i en årrække.